# Jeumont Communal Cemetery
Jeumont Communal Cemetery is een Britse militaire begraafplaats gelegen in de Franse plaats Jeumont (Noorderdepartement). De begraafplaats wordt onderhouden door de Commonwealth War Graves Commission.
De begraafplaats telt 10 geïdentificeerde Gemenebest graven uit de Eerste Wereldoorlog.